# Anneissia
Anneissia is een geslacht van haarsterren uit de familie Comatulidae.

## Soorten
- Anneissia bennetti (Müller, 1841)
- Anneissia grandicalyx (Carpenter, 1882)
- Anneissia intermedia (A.H. Clark, 1916)
- Anneissia japonica (Müller, 1841)
- Anneissia muelleri Rowe, Hoggett, Birtles & Vail, 1986
- Anneissia pinguis (A.H. Clark, 1909)
- Anneissia plectrophorum (H.L. Clark, 1916)
- Anneissia solaster (A.H. Clark, 1907)